# Marietta (Georgie)
Marietta je město v okresu Cobb County ve státě Georgie ve Spojených státech amerických. Je faktickým předměstím Atlanty, přičemž Marietta je součástí její metropolitní oblasti. Od Atlanty leží Marietta asi 33 kilometrů severovýchodně.  
K roku 2020 zde žilo 60 972 obyvatel. S celkovou rozlohou 61 km² byla hustota zalidnění 1 004 obyvatel na km². Nachází se v oblasti s vlhkým subtropickým podnebím. 